# 莫里森 (加利福尼亞州)
莫里森（英語：Morrison）是位於美國加利福尼亞州埃爾多拉多縣的一個非建制地區。該地的面積和人口皆未知。

## 地理
莫里森的座標為38°42′35″N 120°19′28″W / 38.70972°N 120.32444°W，而該地的平均海拔高度為1609米（即5279英尺）。